# ريك كريبز
ريك كريبز (بالإنجليزية: Rick Krebs)‏ هو مصمم لعب تقمص أدوار ومصمم أمريكي، ولد في 9 أكتوبر 1949.